# Plan mobilizacyjny „PM-63”
Plan mobilizacyjny „PM-63” – jeden z planów mobilizacyjnych ludowego Wojska Polskiego.

## Charakterystyka
W latach 1949–1951 w Sztabie Generalnym Wojska Polskiego opracowany został plan mobilizacyjny „PM-1”. Braki w środkach materiałowych i sprzęcie wojskowym przesądziły o  rezygnacji z „PM-1”, a  1953 zdecydowano się na opracowanie nowego dokumentu pod nazwą plan mobilizacyjny „PM-53”. Oba te plany nie uwzględniały w dostatecznym zakresie potrzeb operacyjnego rozwinięcia i użycia SZ oraz nie były dostosowane do warunków funkcjonowania i możliwości państwa. W 1956 zaczęto prowadzić prace nad kolejnym planem mobilizacyjnym. Zwrócono uwagę na dokładne jego zsynchronizowanie z planem operacyjnym.
Rozwój Sił Zbrojnych wymuszał dalsze prace nad unowocześnianiem systemu mobilizacyjnego wojsk. Opracowany w oparciu o zarządzenie szefa Sztabu Generalnego WP nr 0027/sztab z 12 marca 1963 nowy plan mobilizacyjny „PM-63” zakładał skorygowanie zamierzeń mobilizacyjnych odpowiednio do już dokonanych i planowanych zmian w strukturze wojska oraz powiązanie ich z dokumentami: Założenia obronności, a później Węzłowe założenia obronne PRL i z potencjałem ekonomicznym państwa.
W planie tym dokonano podziału SZ na wojska operacyjne, przeznaczone do działań na froncie zewnętrznym oraz Wojska Obrony Terytorium Kraju, przeznaczone do działań na froncie wewnętrznym. Niektórym nowo formowanym jednostkom zmieniono rejony mobilizacji, ustalając je na kierunkach ich planowanego użycia. W okresie obowiązywania „PM-63” wypracowano podstawowe zasady mobilizacyjnego przygotowania kraju oraz podjęto przedsięwzięcia organizacyjno-obronne mające na celu ustalenie bilansu potrzeb wojennych wszystkich sił obrony kraju w zakresie wykorzystania rezerw osobowych i środków transportowych. W dokumentach normatywnych określono zadania naczelnych i terenowych organów administracji państwowej oraz jednostek organizacyjnych gospodarki narodowej i obywateli w zakresie obronności. Doskonalenie systemu mobilizacyjnego SZ dokonywane było przy coraz pełniejszych świadczeniach zakładów pracy oraz układu terytorialnego. Plany mobilizacyjne charakteryzowały się bieżącym dostosowywaniem ich do wprowadzanych zmian w strukturze organizacyjnej wojska oraz w koncepcji strategiczno-obronnej państwa.